# Octomeria heleneana
Octomeria heleneana là một loài thực vật có hoa trong họ Lan. Loài này được Carnevali & F.Delascio mô tả khoa học đầu tiên năm 1987.